# Igreja de São Miguel (Munique)

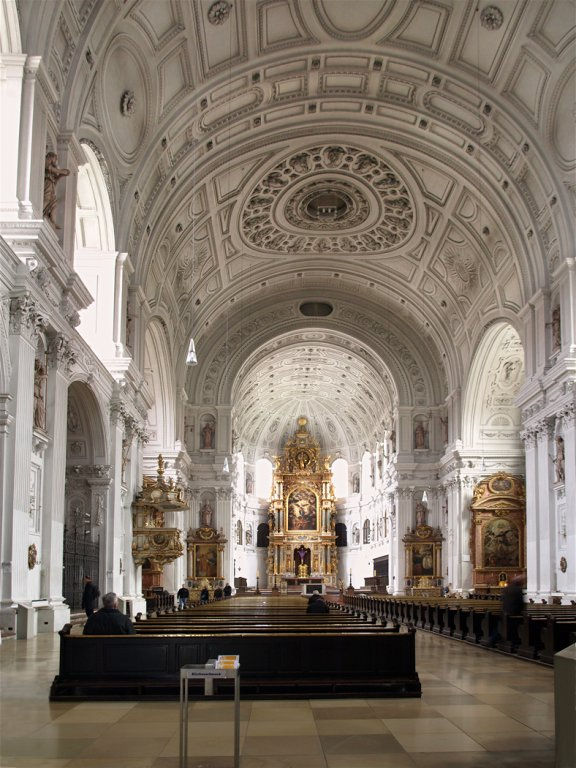
Interior da igreja

A igreja jesuíta de São Miguel em Munique é a maior igreja renascentista ao norte dos Alpes.
Foi edificada pelo duque Guilherme V da Baviera entre 1585 e 1597 como centro espiritual da Contra-Reforma.
O seu estilo teve uma grande influência na arquitectura barroca no sul da Alemanha.
A cripta alberga entre outros os túmulos de alguns membros da Casa de Wittelsbach:
- Maximiliano I, Eleitor da Baviera (1597-1623)
- Rei Luís II da Baviera (1864-1886)
- Rei Oto da Baviera (1886-1913)

Durante a Segunda Guerra Mundial foi bastante danificada, sendo restaurada em 1946-48.
A construção começou em 1585, mas após o desabamento da torre sineira, o projeto sofreu alterações estruturais. De facto, o transepto foi ampliado e foi acrescentado um coro, desenhado por Federico Sustris. A igreja é o maior complexo religioso renascentista ao norte dos Alpes, e, segundo o historiador Christian Norberg-Schulz, representa uma das primeiras obras relacionadas à arquitetura da contrarreforma na Alemanha.